# Barnes Wallis
Pour les articles homonymes, voir Wallis.
Barnes Neville Wallis (26 septembre 1887-30 octobre 1979) est un ingénieur et inventeur britannique, principalement connu pour l'invention des bombes rebondissantes utilisées par la Royal Air Force pendant l'opération Chastise en mai 1943.

## Biographie
Barnes Wallis naît à Ripley dans le Derbyshire. Il quitte l'école à seize ans pour travailler dans un arsenal maritime, parallèlement il suit des études d'ingénieurs via des cours par correspondance. Il se tourne assez rapidement vers la construction aéronautique. En avril 1920, il rencontre Molly Bloxam (1904-1986), le père de la jeune fille lui interdit de la courtiser, elle a 17 ans, lui 35, mais il l'autorise à aider Molly en mathématiques par des lettres. Après un échange de plus de 250 lettres Molly et Barnes se marient en 1924.
Wallis vit avec sa famille à Effingham dans le comté du Surrey. Il devient membre de la Royal Society en 1945 dont il reçoit la médaille royale en 1975. Il est fait chevalier en 1968. Wallis meurt en 1979 à Effingham.

## Carrière

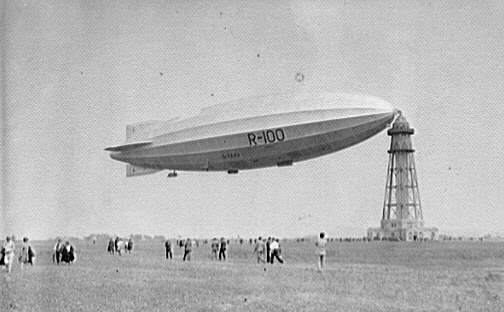
Un dirigeable R100.

Barnes travaille durant toute sa carrière pour Vickers-Armstrongs puis pour son successeur, la British Aircraft Corporation. Il débute avec la conception de dirigeables, le R-80 puis le R-100, le design géodésique de l'enveloppe du R-100 lui est dû. Il est un des pionniers de l'utilisation d'alliage léger dans la conception des dirigeables. En dépit de performances meilleures qu'attendu, la construction de dirigeables est abandonnée, la fin de la Première Guerre mondiale qui entraîne le déclin de leurs utilisations militaires, puis la catastrophe du R-101, détruit dans un accident en 1930 et, pour finir, celle du Hindenburg leur sont fatales.
Avant la Seconde Guerre mondiale, Wallis travaille sur les Vickers Wellesley et les Vickers Wellington auxquels il applique aussi un design géodésique pour le fuselage et la structure des ailes. Le second acquiert une réputation de robustesse pendant la guerre, un des fuselages les plus robustes jamais construit, grâce à son fuselage construit autour d'un treillis métallique en duraluminium.
Avec le début de la Seconde Guerre mondiale, Wallis voit l'intérêt du bombardement stratégique pour détruire les capacités de production militaire de l'ennemi. Il écrit un article A Note on a Method of Attacking the Axis Powers, il y insiste sur la destruction des moyens de production d'énergie et préconise l'emploi de bombes puissantes capables de détruire des cibles insensibles aux bombardements classiques.
Son premier projet est celui d'une bombe de dix tonnes pour laquelle il doit aussi construire un bombardier spécial capable de l'emporter, le Victory Bomber qui ne dépassera jamais le stade du papier. Cette bombe est le premier modèle de bombe à fort pouvoir de pénétration et était conçue pour être larguée de 12 000 mètres d'altitude et exploser à 40 mètres de profondeur.
Il se tourne ensuite vers les bombes rebondissantes qu'il décrit dans un article Spherical Bomb - Surface Torpedo. C'est ce type de bombe qui est utilisé pendant l'opération Chastise. Ces bombes sont utilisées pour éviter les filets anti-torpilles protégeant les barrages allemands. Malgré un taux de pertes élevé l'opération sera vue comme un succès. Un livre et un film, Les Briseurs de barrages en 1954, popularise ce fait d'armes.
Le succès de l'opération Chastise l'encourage à reprendre ses études de superbombes. D'abord, la Tallboy de six tonnes capable de traverser 5 mètres de béton puis la Grand Slam de dix tonnes. Ces deux bombes sont les deux premiers modèles de bunker buster opérationnels. Elles pouvaient atteindre le sol à des vitesses supersoniques. Elles sont utilisées sur des cibles stratégiques comme les sites de lancements de V1, les abris de sous-marins, certains ouvrages d'art de grande taille, viaducs, etc. ainsi que contre le Tirpitz
Après la guerre, Wallis travaille aussi sur le concept, antérieur à ses travaux, des ailes à géométrie variable. Toutefois, en dépit d'essais en soufflerie prometteurs, le projet est abandonné à la demande du gouvernement britannique qui le confie aux Américains, le F-111 américain s'inspire du travail de Wallis.

## Dans la culture populaire
- Wallis apparaît dans le film Les Briseurs de barrages (The Dam Busters) de Michael Anderson, sorti en 1955.

- Wallis apparaît comme un des personnages dans Les Vaisseaux du temps de Stephen Baxter. Il y est dépeint dans une uchronie comme un ingénieur britannique travaillant sur une machine à voyager dans le temps.

- On parle de lui dans le film Mosquito Squadron de Boris Sagal (1969), dans lequel des avions Mosquito doivent larguer des bombes rebondissantes et à retardement contre une usine allemande, enterrée dans la montagne, par l'entrée de la caverne. Le général de la Royal Air Force le bénit pour son invention.

- En golf, un Barnes Wallis est un coup qui rebondit sur un obstacle d'eau.
- Barnes Wallis est cité par James May dans l'émission de la BBC Top Gear. Dans cet épisode, le présentateur voyage dans une caravane accrochée à un ballon dirigeable